# هونینگ، نورفک
هونینگ (به انگلیسی: Honing) یک روستا و محله مدنی در بریتانیا است که در North Norfolk واقع شده‌است. هونینگ ۸٫۸۰ کیلومتر مربع مساحت و ۳۱۲ نفر جمعیت دارد.